# Mochlus guineensis
Mochlus guineensis (лісовий сцинк гвінейський) — вид сцинкоподібних ящірок родини сцинкових (Scincidae). Мешкає в Західній і Центральній Африці.

## Поширення і екологія
Mochlus guineensis мешкають в Гвінеї-Бісау, Гвінеї, Ліберії, Кот-д'Івуарі, Гані, Того, Беніні, Нігерії, Камеруні, Республіці Конго, ДР Конго, ЦАР і Уганді. Вони живуть у вологих саванах, в галерейних лісах і у вологих тропічних лісах, серед опалого листя і хмизу. Зустрічаються на висоті до 500 м над рівнем моря. Живляться комахами, багатоніжками і павуками.